# ロン・ムーディー
ロン・ムーディー（Ron Moody、1924年1月8日 - 2015年6月11日）は、イギリス出身の俳優、作曲家、歌手、作家。ロシア系イングランド人。ロンドン・スクール・オブ・エコノミクス卒業
映画『オリバー!』のフェイギン役で有名である。

## 出演
- オリバー! (1968年)
- メル・ブルックスの命がけ!イス取り大合戦 (1970年)
- 小さな冒険者 (1971年)
- シークレット・レンズ (1982年)

## 受賞
- ゴールデングローブ賞 主演男優賞 (ミュージカル・コメディ部門)：オリバー!

## ノミネート
- 第41回アカデミー賞、主演男優賞：オリバー!